# Sansom Park (Texas)
Sansom Park város az USA Texas államában, Tarrant megyében. Lakosainak száma 5454 fő (2020. április 1.).

## Népesség
A település népességének változása:

| 2010 | 4 686 |
| 2020 | 5 454 |